# Aristos Company
Aristos Company war ein US-amerikanisches Unternehmen in der Automobilbranche.

## Unternehmensgeschichte
Das Unternehmen hatte seinen Sitz in New York City. Zunächst stellte es Zubehörteile für Fahrzeuge her. Über ein Produkt wurde ab 1912 berichtet. 1914 wurde eine Lizenz für einen besonderen Motor erworben, den Martin Fischer von Fischer-Wagen entwickelt hatte. In dem Jahr begann die Produktion von Automobilen, wobei die Palmer & Singer Manufacturing Company behilflich war. Der Markenname lautete Mondex Magic. Dies war eine Wortverbindung des Begriffes Mondex, den viele Produkte der Aristos Company trugen, und dem Motorennamen Magic. 1915 endete die Produktion. Im gleichen Jahr ging das Unternehmen in die Insolvenz.

## Produkte
Der Mondex Shock Preventer lässt sich bis 1912 zurückverfolgen. Daneben gab es ab etwa 1913 einen Mondex helix mixer, der etwas mit dem Vergaser zu tun hatte. Außerdem wird eine Politur genannt.
Die Personenkraftwagen hatte Sechszylindermotoren. Er war in zwei Größen erhältlich. Der kleinere hatte 85,725 mm Bohrung, 120,65 mm Hub, 4178 cm³ Hubraum und 40 PS Leistung. Der größere leistete 60 PS aus 6950 cm³ Hubraum, die sich aus 101,6 mm Bohrung und 142,875 mm Hub ergaben. Das Fahrgestell hatte 340 cm Radstand beim kleineren Modell und 356 cm Radstand beim größeren Modell. Beide waren als Tourenwagen karosseriert.